# Athanasia von Ägina
Athanasia von Ägina (griechisch Ἀθανασία, Beiname Thaumaturgos [griechisch θαυματουργός]; * um 790 auf Ägina; † 14. August um 860 ebenda) war die Gründerin eines Klosters und wird als Heilige der orthodoxen Kirchen und der römisch-katholischen Kirche verehrt.

## Leben
Athanasia wurde um das Jahr 790 auf der Insel Ägina als Tochter von Niketas und Eirene in eine wohlhabende Familie geboren. Bereits im Alter von sieben Jahren fühlte sie eine Berufung zu einem asketischen Leben. Athanasia erhielt eine Standardausbildung, diese bestand in Lesungen im Psalter und der Heiligen Schrift. Nach einer spirituellen Erfahrung beschloss sie, in ein Kloster einzutreten. Gegen ihren Willen wurde sie im Alter von 16 Jahren von ihren Eltern verheiratet. Ihr Ehemann kam allerdings bereits 15 Tage nach der Hochzeit bei einem Überfall durch Araber ums Leben.
Nun Witwe, beschloss sie, ihr Leben Gott zu widmen. Entgegen ihren Wünschen musste sie eine zweite Ehe aufgrund eines angeblichen kaiserlichen Edikts eingehen, welches die Verheiratung von Jungfrauen und Witwen befahl. Dieses soll durch Michael II. erlassen worden sein, jedoch gibt es keine Überlieferung zu diesem Edikt. Ihr zweiter Ehemann soll ein „ungläubiger Barbar“ gewesen sein. Athanasia führte in der Ehe ein asketisches und wohltätiges Leben. Sie unterstützte Bedürftige, versammelte weitere fromme Frauen um sich und bewegte auch ihren Mann, der in ein Kloster eintrat, zu einem gläubigen Leben. Athanasia gründete selbst ein Kloster und wurde nach einigen Jahren Äbtissin dieses Klosters. Mit einigen anderen Nonnen zog sie nach Timia auf Ägina in die Nähe der Stephanoskirche und errichtete drei weitere Kirchen. Eine wurde der Theotokos geweiht, eine Johannes dem Täufer und eine Nikolaus von Myra.
Einige Jahre später ging Athanasia nach Konstantinopel und lebte dort sechs oder sieben Jahre in einem Kloster. Der Grund für diesen Wechsel ist unklar, jedoch war er vermutlich nicht komplett freiwillig, denn sie soll sich laut Aussage der Vita in Konstantinopel wie im Exil gefühlt haben. Sie kehrte nach Timia zurück und starb dort kurze Zeit später am 14. August, vermutlich im Jahr 860. An ihrem Sarg sollen zahlreiche Wunderheilungen geschehen sein.

## Moderne Rezeption
Judy Chicago widmete Athanasia von Ägina eine Inschrift auf den dreieckigen Bodenfliesen des Heritage Floor ihrer Installation The Dinner Party. Die mit dem Namen Athanarsa beschrifteten Porzellanfliesen sind dem Platz mit dem Gedeck für Hrotsvit zugeordnet.